# Gőzölt bükk
A bükk gőzölése olyan folyamat, amit a frissen felvágott faanyagon alkalmaznak (nedvességtartalma nem lehet kisebb mint 35%). Bükk gőzölésével azonos színt kapunk, teljes keresztmetszetben, ami egy vöröses-rózsaszín-tégla színárnyalat. Az eljárás különleges kamrákban, gőzkamrában kezelik telített gőz segítségével, normál nyomás és 9-10 °C hőmérséklet mellett, különböző ideig (12-72 óra), attól függően, hogy mi a kívánt szín és árnyalat, figyelembe véve a végső felhasználó kívánságait. Az egyedi igényeknek meghatározó szerepe van a gőzölési időtartam beállítása és az így kapott szín elérésére (külföldi vevők, élelmiszeripar vagy bútoraink).